# Magyarország a 2008-as úszó-Európa-bajnokságon
Magyarország az Eindhovenben megrendezett 2008-as úszó-Európa-bajnokság egyik részt vevő nemzete volt.

## Érmesek
| Érem  | Versenyző        | Versenyszám | Versenyszám        |
| ----- | ---------------- | ----------- | ------------------ |
| Arany | Kis Gergő        | úszás       | Férfi 800 m gyors  |
| Arany | Cseh László      | úszás       | Férfi 200 m vegyes |
| Arany | Cseh László      | úszás       | Férfi 400 m vegyes |
| Ezüst | Hosszú Katinka   | úszás       | Női 400 m vegyes   |
| Ezüst | Verrasztó Evelyn | úszás       | Női 200 m vegyes   |
| Ezüst | Kovács Emese     | úszás       | Női 200 m pillangó |
| Ezüst | Barta Nóra       | műugrás     | Női 1 m műugrás    |
| Bronz | Mutina Ágnes     | úszás       | Női 200 m gyors    |
| Bronz | Szepesi Nikolett | úszás       | Női 200 m hát      |

## Úszás
Férfi
| Versenyző                                                                                              | Versenyszám      | Előfutam | Előfutam | Előfutam | Elődöntő | Elődöntő | Elődöntő | Döntő   | Döntő    |
| Versenyző                                                                                              | Versenyszám      | Idő      | Hely.    | Össz.    | Idő      | Hely.    | Össz.    | Idő     | Helyezés |
| --- | ---------------- | -------- | -------- | -------- | -------- | -------- | -------- | ------- | -------- |
| Takács Krisztián                                                                                       | 50 m gyors       | 22,78    | 4.       | 13.      | 22,53    | 6.       | 11.      | kiesett | kiesett  |
| Takács Krisztián                                                                                       | 100 m gyors      | 51,24    | 7.       | 50.      | kiesett  | kiesett  | kiesett  | kiesett | kiesett  |
| Takács Krisztián                                                                                       | 50 m pillangó    | 24,78    | 3.       | 24.      | kiesett  | kiesett  | kiesett  | kiesett | kiesett  |
| Kerékjártó Tamás                                                                                       | 100 m gyors      | 51,14    | 4.       | 47.      | kiesett  | kiesett  | kiesett  | kiesett | kiesett  |
| Kerékjártó Tamás                                                                                       | 200 m vegyes     | 2:00,32  | 2.       | 3.       | kizárva  | kizárva  | kizárva  | kiesett | kiesett  |
| Kerékjártó Tamás                                                                                       | 400 m vegyes     | 4:19,56  | 3.       | 8.       |          |          |          | kiesett | kiesett  |
| Gercsák Balázs                                                                                         | 200 m gyors      | 1:51,32  | 3.       | 32.      | kiesett  | kiesett  | kiesett  | kiesett | kiesett  |
| Gercsák Balázs                                                                                         | 400 m gyors      | 3:53,77  | 7.       | 22.      |          |          |          | kiesett | kiesett  |
| Gercsák Balázs                                                                                         | 200 m pillangó   | 1:59,02  | 2.       | 10.      | 2:00,16  | 7.       | 14.      | kiesett | kiesett  |
| Kovács Norbert                                                                                         | 200 m gyors      | 1:52,79  | 3.       | 46.      | kiesett  | kiesett  | kiesett  | kiesett | kiesett  |
| Kovács Norbert                                                                                         | 100 m pillangó   | 55,48    | 4.       | 45.      | kiesett  | kiesett  | kiesett  | kiesett | kiesett  |
| Kovács Norbert                                                                                         | 200 m pillangó   | 2:02,25  | 3.       | 24.      | kiesett  | kiesett  | kiesett  | kiesett | kiesett  |
| Kis Gergő                                                                                              | 400 m gyors      | 3:50,98  | 3.       | 12.      |          |          |          | kiesett | kiesett  |
| Kis Gergő                                                                                              | 800 m gyors      | 7:57,33  | 1.       | 1.       |          |          |          | 7:51,94 |          |
| Kis Gergő                                                                                              | 400 m vegyes     | 4:17,44  | 1.       | 3.       |          |          |          | 4:18,36 | 6.       |
| Cseh László                                                                                            | 400 m gyors      | 3:52,16  | 2.       | 17.      |          |          |          | kiesett | kiesett  |
| Cseh László                                                                                            | 200 m vegyes     | 1:59,08  | 1.       | 1.       | 1:57,90  | 1.       | 1.       | 1:58,02 |          |
| Cseh László                                                                                            | 400 m vegyes     | 4:12,85  | 1.       | 1.       |          |          |          | 4:09,59 |          |
| Verrasztó Dávid                                                                                        | 400 m gyors      | 3:53,39  | 6.       | 20.      |          |          |          | kiesett | kiesett  |
| Verrasztó Dávid                                                                                        | 1500 m gyors     | 15:26,72 | 5.       | 9.       |          |          |          | kiesett | kiesett  |
| Verrasztó Dávid                                                                                        | 200 m vegyes     | 2:02,12  | 2.       | 6.       | kiesett  | kiesett  | kiesett  | kiesett | kiesett  |
| Verrasztó Dávid                                                                                        | 400 m vegyes     | 4:17,93  | 2.       | 5.       |          |          |          | kiesett | kiesett  |
| Nagy Péter                                                                                             | 50 m hát         | 27,64    | 4.       | 34.      | kiesett  | kiesett  | kiesett  | kiesett | kiesett  |
| Nagy Péter                                                                                             | 100 m hát        | 58,10    | 6.       | 36.      | kiesett  | kiesett  | kiesett  | kiesett | kiesett  |
| Nagy Péter                                                                                             | 200 m hát        | 2:03,24  | 4.       | 16.      | 2:03,86  | 8.       | 16.      | kiesett | kiesett  |
| Bodor Richárd                                                                                          | 50 m mell        | 28,45    | 6.       | 12.      | 28,52    | 7.       | 13.      | kiesett | kiesett  |
| Bodor Richárd                                                                                          | 100 m mell       | 1:01,25  | 3.       | 5.       | 1:01,48  | 3.       | 8.       | 1:02,12 | 8.       |
| Bodor Richárd                                                                                          | 200 m mell       | 2:15,64  | 5.       | 20.      | kiesett  | kiesett  | kiesett  | kiesett | kiesett  |
| Molnár Ákos                                                                                            | 50 m mell        | 29,40    | 2.       | 36.      | kiesett  | kiesett  | kiesett  | kiesett | kiesett  |
| Molnár Ákos                                                                                            | 100 m mell       | 1:02,29  | 5.       | 22.      | kiesett  | kiesett  | kiesett  | kiesett | kiesett  |
| Molnár Ákos                                                                                            | 200 m mell       | 2:15,33  | 6.       | 19.      | kiesett  | kiesett  | kiesett  | kiesett | kiesett  |
| Gyurta Dániel                                                                                          | 100 m mell       | 1:02,34  | 5.       | 23.      | kiesett  | kiesett  | kiesett  | kiesett | kiesett  |
| Gyurta Dániel                                                                                          | 200 m mell       | 2:12,90  | 3.       | 4.       | 2:12,93  | 3.       | 5.       | 2:12,44 | 5.       |
| Kovács Norbert Nagy Péter Takács Krisztián Gercsák Balázs (Cseh László) (Kerékjártó Tamás) (Kis Gergő) | 4 × 200 m gyors  | 7:18,96  | 2.       | 5.       |          |          |          | 7:34,98 | 8.       |
| Nagy Péter Bodor Richárd Kovács Norbert Takács Krisztián                                               | 4 × 100 m vegyes | 3:46,74  | 7.       | 18.      |          |          |          | kiesett | kiesett  |

Női
| Versenyző                                                                      | Versenyszám      | Előfutam   | Előfutam   | Előfutam   | Elődöntő | Elődöntő | Elődöntő | Döntő   | Döntő    |
| Versenyző                                                                      | Versenyszám      | Idő        | Hely.      | Össz.      | Idő      | Hely.    | Össz.    | Idő     | Helyezés |
| ------------------------------------------------------------------------------ | ---------------- | ---------- | ---------- | ---------- | -------- | -------- | -------- | ------- | -------- |
| Tompa Orsolya                                                                  | 50 m gyors       | 26,89      | 8.         | 42.        | kiesett  | kiesett  | kiesett  | kiesett | kiesett  |
| Tompa Orsolya                                                                  | 100 m gyors      | 56,92      | 5.         | 33.        | kiesett  | kiesett  | kiesett  | kiesett | kiesett  |
| Tompa Orsolya                                                                  | 200 m gyors      | 2:02,45    | 4.         | 19.        | kiesett  | kiesett  | kiesett  | kiesett | kiesett  |
| Tompa Orsolya                                                                  | 100 m pillangó   | nem indult | nem indult | nem indult | kiesett  | kiesett  | kiesett  | kiesett | kiesett  |
| Mutina Ágnes                                                                   | 100 m gyors      | 56,34      | 3.         | 22.        | kiesett  | kiesett  | kiesett  | kiesett | kiesett  |
| Mutina Ágnes                                                                   | 200 m gyors      | 1:59,29    | 1.         | 1.         | 1:58,68  | 1.       | 1.       | 1:58,06 |          |
| Mutina Ágnes                                                                   | 400 m gyors      | 4:14,98    | 6.         | 12.        |          |          |          | kiesett | kiesett  |
| Hosszú Katinka                                                                 | 100 m gyors      | 58,05      | 6.         | 49.        | kiesett  | kiesett  | kiesett  | kiesett | kiesett  |
| Hosszú Katinka                                                                 | 400 m gyors      | 4:22,30    | 7.         | 22.        |          |          |          | kiesett | kiesett  |
| Hosszú Katinka                                                                 | 200 m vegyes     | 2:15,68    | 1.         | 6.         | 2:15,04  | 4.       | 8.       | 2:15,23 | 6.       |
| Hosszú Katinka                                                                 | 400 m vegyes     | 4:42,86    | 1.         | 3.         |          |          |          | 4:37,43 |          |
| Verrasztó Evelyn                                                               | 200 m gyors      | 1:59,99    | 3.         | 5.         | 1:58,84  | 2.       | 4.       | 1:58,60 | 4.       |
| Verrasztó Evelyn                                                               | 200 m hát        | 2:11,57    | 3.         | 3.         | 2:10,91  | 2.       | 5.       | 2:10,46 | 4.       |
| Verrasztó Evelyn                                                               | 200 m vegyes     | 2:14,61    | 2.         | 2.         | 2:13,97  | 2.       | 5.       | 2:12,93 |          |
| Nagy Réka                                                                      | 200 m gyors      | 2:03,44    | 2.         | 27.        | kiesett  | kiesett  | kiesett  | kiesett | kiesett  |
| Nagy Réka                                                                      | 400 m gyors      | 4:20,49    | 8.         | 20.        |          |          |          | kiesett | kiesett  |
| Nagy Réka                                                                      | 800 m gyors      | 8:43,17    | 3.         | 8.         |          |          |          | 8:46,62 | 8.       |
| Szepesi Nikolett                                                               | 50 m hát         | 30,22      | 5.         | 15.        | 29,20    | 4.       | 8.       | 29,01   | 8.       |
| Szepesi Nikolett                                                               | 100 m hát        | 1:01,86    | 2.         | 5.         | 1:01,14  | 4.       | 5.       | 1:01,26 | 5.       |
| Szepesi Nikolett                                                               | 200 m hát        | 2:11,42    | 2.         | 2.         | 2:09,46  | 2.       | 2.       | 2:09,90 |          |
| Bor Katalin                                                                    | 50 m mell        | 34,09      | 3.         | 32.        | kiesett  | kiesett  | kiesett  | kiesett | kiesett  |
| Bor Katalin                                                                    | 100 m mell       | 1:12,02    | 5.         | 29.        | kiesett  | kiesett  | kiesett  | kiesett | kiesett  |
| Bor Katalin                                                                    | 200 m mell       | 2:32,02    | 4.         | 13.        | 2:31,41  | 6.       | 12.      | kiesett | kiesett  |
| Kovács Emese                                                                   | 100 m pillangó   | 59,90      | 5.         | 14.        | 59,83    | 6.       | 12.      | kiesett | kiesett  |
| Kovács Emese                                                                   | 200 m pillangó   | 2:09,80    | 1.         | 1.         | 2:08,30  | 1.       | 2.       | 2:06,71 |          |
| Dara Eszter                                                                    | 100 m pillangó   | 1:00,64    | 4.         | 26.        | kiesett  | kiesett  | kiesett  | kiesett | kiesett  |
| Dara Eszter                                                                    | 200 m vegyes     | 2:20,93    | 7.         | 24.        | kiesett  | kiesett  | kiesett  | kiesett | kiesett  |
| Jakabos Zsuzsanna                                                              | 200 m pillangó   | 2:11,21    | 1.         | 4.         | 2:10,77  | 4.       | 6.       | 2:11,03 | 6.       |
| Jakabos Zsuzsanna                                                              | 200 m vegyes     | 2:18,90    | 6.         | 20.        | kiesett  | kiesett  | kiesett  | kiesett | kiesett  |
| Jakabos Zsuzsanna                                                              | 400 m vegyes     | 4:43,40    | 4.         | 7.         |          |          |          | 4:38,61 | 4.       |
| Boulsevicz Beatrix                                                             | 200 m pillangó   | 2:11,68    | 3.         | 8.         | kiesett  | kiesett  | kiesett  | kiesett | kiesett  |
| Mutina Ágnes Tompa Orsolya Hosszú Katinka Verrasztó Evelyn (Jakabos Zsuzsanna) | 4 × 200 m gyors  | 8:03,88    | 1.         | 4.         |          |          |          | 8:02,36 | 6.       |
| Szepesi Nikolett Bor Katalin Kovács Emese Verrasztó Evelyn (Tompa Orsolya)     | 4 × 100 m vegyes | 4:09,71    | 5.         | 8.         |          |          |          | 4:06,86 | 7.       |

## Műugrás
Férfi
| Versenyző     | Versenyszám      | Selejtező | Selejtező | Elődöntő | Elődöntő | Döntő  | Döntő    |
| Versenyző     | Versenyszám      | Pont      | Hely.     | Pont     | Hely.    | Pont   | Helyezés |
| ------------- | ---------------- | --------- | --------- | -------- | -------- | ------ | -------- |
| Hajnal András | 10 m toronyugrás | 385,25    | 12.       |          |          | 406,50 | 11.      |

női
| Versenyző                     | Versenyszám  | Selejtező | Selejtező | Elődöntő | Elődöntő | Döntő   | Döntő    |
| Versenyző                     | Versenyszám  | Pont      | Hely.     | Pont     | Hely.    | Pont    | Helyezés |
| ----------------------------- | ------------ | --------- | --------- | -------- | -------- | ------- | -------- |
| Barta Nóra                    | 1 m műugrás  | 264,10    | 2.        | 250,50   | A2.      | 270,60  |          |
| Barta Nóra                    | 3 m műugrás  | 295,10    | 5.        |          |          | 308,25  | 6.       |
| Kormos Villő                  | 1 m műugrás  | 204,90    | 17.       | kiesett  | kiesett  | kiesett | kiesett  |
| Kormos Villő                  | 3 m műugrás  | 259,10    | 12.       |          |          | 237,30  | 11.      |
| Gondos Flóra Reisinger Zsófia | 3 m szinkron | 214,44    | 10.       |          |          | kiesett | kiesett  |

## Szinkronúszás
| Versenyző | Versenyszám              | Selejtező | Selejtező | Döntő  | Döntő |
| Versenyző | Versenyszám              | Pont      | Hely      | Pont   | Hely  |
| --- | ------------------------ | --------- | --------- | ------ | ----- |
| Fent Gyöngyvér Győri Júlia Huri Katalin Kiss Júlia Kovács Dorottya Kovalik Anna Lengyel Viktória Niederkirchner Petra Rózsa Szandra Schadler Franciska | Csapat szabad kombináció | 80,200    | 11.       | 81,000 | 11.   |